# Justin Bijlow
Justin Bijlow (* 22. Januar 1998 in Rotterdam) ist ein niederländischer Fußballtorwart. Er spielt seit seiner Jugend bei Feyenoord Rotterdam und gehört seit 2015 zum Profikader. Außerdem ist er niederländischer Nachwuchsnationalspieler und gehört zum erweiterten Kreis der niederländischen A-Nationalmannschaft.

## Karriere

### Verein
Bijlow begann mit dem Fußballspielen als Kind beim SC Feyenoord und wechselte 2006 im Alter von neun Jahren in das Nachwuchsleistungszentrum des gleichnamigen Erstligisten Feyenoord Rotterdam. 2015 erhielt er einen Profivertrag, der am 27. Oktober 2016 bis 2021 verlängert wurde. Am 13. August 2017 gab er am ersten Spieltag der Saison 2017/18 sein Debüt in der Eredivisie. Bijlow gewann in dieser Saison – als Ersatztorhüter – mit Feyenoord Rotterdam den KNVB-Beker und belegte mit dem Verein in der Liga den dritten Platz. In der Hinrunde der anschließenden Saison 2018/19 konnte er sich als Stammtorhüter durchsetzen, ehe er ab Januar 2019 verletzungsbedingt für den Rest der Spielzeit ausfiel. Nach seiner Rückkehr in der folgenden Spielzeit kam er zunächst nicht mehr an Kenneth Vermeer vorbei und erhielt erst nach dessen Abgang im Januar 2020 seinen Stammplatz zurück. Diesen behielt er auch in den folgenden Spielzeiten, wobei ihn jedoch immer wieder Verletzungen zu längeren Pausen zwangen. 2023 gewann er mit der Mannschaft die niederländische Meisterschaft.

### Nationalmannschaft
Bijlow absolvierte drei Spiele für die niederländische U-16-Nationalmannschaft sowie zwölf für die U-17-Nationalelf. Mit dieser Altersklasse nahm er 2015 an der U-17-Fußball-Europameisterschaft 2015 in Bulgarien teil und kam in allen drei Partien seiner Mannschaft zum Einsatz; die niederländische U-17 schied nach der Gruppenphase aus. In der Folgezeit absolvierte Bijlow 13 Partien für die niederländische U-19-Nationalmannschaft und nahm mit dieser an der U-19-Fußball-Europameisterschaft 2017 in Georgien teil; er kam in allen vier Partien seiner Mannschaft zum Einsatz und erreichte mit der U-19 das Halbfinale. Später absolvierte Bijlow ein Spiel für die U-20-Auswahl und absolvierte am 6. Oktober 2017 beim 3:0-Sieg im EM-Qualifikationsspiel in Doetinchem gegen Lettland sein erstes Spiel für die niederländische U-21-Nationalmannschaft.
Am 27. September 2018 wurde Bijlow von Bondscoach Ronald Koeman mit seiner Nominierung für den vorläufigen Kader für das Spiel in der Gruppe 1 der „Liga A“ in der UEFA Nations League gegen Deutschland sowie für das Testspiel gegen Belgien erstmals in die niederländische A-Nationalmannschaft eingeladen.

## Erfolge
- Niederländischer Meister: 2023
- Niederländischer Pokalsieger: 2018
- Niederländischer Supercupsieger: 2018
- UEFA-Europa-Conference-League-Finalist: 2022